# Вальтнер, Роберт
Роберт Вальтнер (венг. Waltner Róbert; род. 20 сентября 1977, Капошвар) — венгерский футболист, нападающий; тренер.
В высшем дивизионе чемпионата Венгрии по состоянию на 24.06.2008 сыграл 263 матча и забил 100 голов (юбилейный 100-й гол забил 17 мая 2008 года).
В сезоне 2007/08 принял участие в первых семи матчах чемпионата Венгрии (забил 8 голов), после чего в сентябре 2007 года уехал в Эмираты (где за 4 месяца забил 9 голов), а после Нового года вернулся в Венгрию и во втором круге забил 10 голов в 14 матчах. В результате, несмотря на зарубежную «командировку», Вальтнер смог с 18 мячам стать лучшим бомбардиром чемпионата Венгрии.

## Достижения
- Чемпион Венгрии: 2001/02
- Лучший бомбардир чемпионата Венгрии: 2007/08